# Ulbeja
Die Ulbeja (russisch Ульбея) ist ein Zufluss des Ochotskischen Meers im Norden der Region Chabarowsk im Fernen Osten Russlands.
Die Ulbeja entspringt im Suntar-Chajata-Gebirge. Die ersten 15 km des Flusses, bis zur Einmündung des Prochodnoi von rechts, tragen den Namen Granitny. Die Ulbeja fließt in südlicher Richtung längs des westlich gelegenen Gebirgszugs des Kuchtuigebirges und mündet nach 399 km östlich von Ochotsk in eine Lagune des Ochotskischen Meers. Zwischen Ende Oktober und Mitte November gefriert der Fluss. Im Mai ist die Ulbeja wieder eisfrei. Die Ulbeja entwässert ein Areal von 13.500 km². Der Fluss wird von Lachsfischen zum Laichen genutzt. Wichtige Nebenflüsse der Ulbeja sind Assibergan von links und Ulberikan von rechts. Die Ulbeja verläuft zwischen den Flussläufen von Kuchtui im Westen und Inja im Osten.